# 加哈特斯
加哈特斯，是西班牙卡斯蒂利亚-莱昂萨拉曼卡省的一个市镇。总面积28平方公里，总人口213人（2001年），人口密度8人/平方公里。